# «Краще, ніж у фільмах»
«Краще, ніж у фільмах» (англ. Better Than the Movies) — іронічний, легкий та веселий Young Adult ромком американської авторки Лінн Пейнтер. Підліткова ворожнеча сусідів Ліз і Веса — вже легенда цілого кварталу. Та й, дійсно, що може бути спільного у хулігана і мрійниці, яка хворіє на бажання зробити своє життя таким, як у романтичних фільмах… Або… Краще, ніж у фільмах? І щоб її романтичним героєм став саме Майкл, який, як на зло — друг Веса. Заради свого казкового моменту, Ліз би пішла на угоду хоч з самим чортом. Втім, з її погляду, звернутися до Веса — це одне й те саме.
| Автор                    | Лінн Пейнтер       |
| ------------------------ | ------------------ |
| Жанр                     | романтична комедія |
| Рік видання              | 2021               |
| Рік видання(українською) | 2024               |
| Видавництво              | Simon & Schuster   |
| Видавництво(українською) | Vivat              |
| Кількість сторінок       | 384                |

### Анотація книги «Краще, ніж у фільмах»
Ліз Баксбаум завжди знала, що Вес Беннет — жахливий сусід. У нього наче шило в одному місці ще з дитинства: то підкладе жабу в її «Будиночок мрії Барбі», то відітне голову садовому гномові й залишить у саморобній дівчачій бібліотеці. Минуло вже десять років після обезголовлення гнома і, здавалося б, усе мало змінитись… Але тепер у сусідів нова жорстока війна: за паркувальне місце на їхній вулиці.
Це останній рік шкільного навчання для Ліз — час, сповнений важливих подій, які вартують великого екрана. Адже дівчина просто поглинута фантазіями про те, що її життя складеться так, як у романтичних стрічках. Зненацька виявляється, що їй потрібна Весова допомога. Річ у тім, що Ліз дуже давно закохана в Майкла — хлопця її мрії, який щойно повернувся до міста і, хоч як це прикро, заприятелював із Весом. Якщо Ліз хоче, щоб Майкл нарешті звернув на неї увагу, то нестерпний сусід Вес — її шанс.
Але потрібне диво, щоб дівчині вдалося вмовити Веса піти на дивакувату угоду, метою якої стане влаштування для Ліз чарівного, майже кіношного романтичного моменту, в якому вона буде разом із Майклом на їхньому випускному… А може, Вес насправді вже не той огидний капосник, а дорослий і надійний хлопець, з яким можна мати справу?

### Стиль та особливості написання
У книзі «Краще, ніж у фільмах» Лінн Пейнтер із добротою, любов'ю та  гумором розповідає про перипетії людських почуттів. Про ідеалізацію коханих та рожеві окуляри, про те, що іноді ми так захоплюємося уявними якостями в комусь, що просто не помічаємо скарбів поряд. Але й ці скарби іноді поводять себе, як щось абсолютно протилежне. Не все так просто у заплутаному світі підліткових емоцій — яскравих, як ватра, болючих, як укус оси, мінливих, як південний вітер.
Це роман про дружбу й ворожнечу, про максималізм і прозріння, про дурні халепи й несподівані життєві ситуації. Про упередженість і помилки у міркуваннях щодо інших людей, заплутану авантюру в межах одного містечка, та зародження справжнього кохання, яке дорослішає разом з героями. Добра любовна історія, яка залишає по собі відчуття, що поки ми намагаємося зробити життя кращим, ніж у фільмах, то й самі не помічаємо, як воно й направду стає кращим, най і у зовсім інший спосіб.
- Милий серцю троп «enemies to lovers».
- Розкриття тем підліткового гейту, внутрішніх переживань та стосунків з батьками.
- Дотепні жарти та гумор для прихильників легких та веселих ромкомів.

### Нагороди
- Бестселер № 1 за версіями New York Times.
- Бестселер № 1 за версіями USA Today.
- Рейтинг 4,29 на Goodreads із поназ 380 тисячами оцінок.

### Відгуки
«„Краще, ніж у фільмах“  — це все, чого я хотіла, й навіть більше. Книга дарувала спокій щоразу, коли я брала її до рук. Ці персонажі були настільки реальними, що здавалися моїми друзями. Головні герої завжди мають бути такими, як Ліз і Вес. У них була та сама легкість діалогу, яку так важко знайти у книзі, і Лінн написала це ідеально. Те, що мені сподобалось, можна було б сидіти й перераховувати цілий день. Єдине, що я знаю, це те, що це був романтично ідилічний роман, який здивував мене з перших рядків — він бездоганний. П'ять зірок! (Ну, і коти, що є ще одним приводом, чому мені сподобалася ця книга: тут був найсолодший котик!)», — з відгуку авторки книжкового блогу Pretty little memoirs.